# Nématocyste
Cet article concerne les cnidaires. Pour les dinoflagellés, voir Nématocyste (dinoflagellé).

Schéma d'un cnidocyte

Le nématocyste est un organite situé à l'intérieur des cnidocytes, cellules épithéliales caractéristiques de l'épiderme des Cnidaires aussi appelées cnidoblastes ou nématoblastes. Cet organite venimeux est capable de libérer une substance urticante caractéristique des Cnidaires.
Le cnidocyste, partie globuleuse de la cellule urticante correspondant à la vacuole, est parfois distingué du nématocyste, filament creux enroulé en forme de harpon bardé d'épines, entouré en spirale et qui baigne dans cette vacuole. Ce filament est torsadé plus de cent fois autour de son axe pour se loger dans le cnidocyste, cellule qui fait de 3 à 10 µm de diamètre en moyenne. L'éversion en doigt de gant de ce filament le fait s'allonger et atteindre 200 à 850 µm de longueur.
Les cnidocytes sont des cellules à usage unique : une fois leur nématocyste utilisé, elles se résorbent pour être remplacées dans la zone de cnidogenèse par des cellules de même nature. Dans cette zone se produisent de nombreuses mitoses de cnidoblastes qui se déplacent par mouvement amiboïde vers la structure monostratifiée de l'ectoderme exombrellaire, où ils remplacent les cnidocytes qui ont fonctionné.
Les chercheurs ont identifié une vingtaine de cnidocytes différents adaptés à la nature des proies. Ils forment des associations nommées cnidomes, qui sont particulières aux différents genres et espèces (et utilisés en taxinomie pour les distinguer). Une seule méduse peut regrouper jusqu’à 6 types de cnidocytes différents qui se distinguent par leur taille, leur nombre, la nature de la toxine de leur vacuole, leur position et la forme de leurs « barbelés ».
Selon le zoologiste suisse Pierre Tardent, le cnidocyte résulte de l'endosymbiose d'une cellule libre autonome dans une cellule épithéliale de l'épiderme de méduse.

## Structure et mode d'action
Le nématocyste est contenu dans le cnidocyte, qui est refermé par un opercule. Il est composé d'une capsule en forme d'ampoule recouverte de petits crochets à laquelle est attaché un tube en forme de fil. La capsule mesure entre 10 et 50 micromètres. Lorsque le cnidocil est excité par contact, le nématocyste est libéré et se plante dans sa proie, les crochets l'empêchant de ressortir. Après pénétration, le venin contenu dans le nématocyste est injecté dans la proie, qui est immédiatement paralysée.

## Mécanisme d'expulsion
Le nématocyste est expulsé par gradient de pression : il stocke dans sa capsule une grande quantité d'ions calcium qui vont être envoyés dans le cytoplasme du cnidocyte lors de l'excitation du cnidocil, ce qui augmente la concentration en ions calcium dans le cnidocyte. Cela crée une pression osmotique qui va causer une entrée d'eau dans la cellule. Cette augmentation du volume d'eau dans le cytoplasme provoque l'expulsion rapide du nématocyste.

## Détection de la proie
Un nématocyste peut, sous certaines conditions, se déclencher tout seul. Cependant, cela pose quelques problèmes pour le cnidaire : premièrement, il doit éviter de se piquer lui-même ; deuxièmement, il doit remplacer le nématocyste, car c’est une cellule à usage unique, et cela nécessite une importante dépense énergétique. Pour réguler l'utilisation des nématocystes, les cnidocytes sont raccordés à plusieurs types de nématocytes raccordés aux cellules de soutien et aux neurones. Les cellules de soutien contiennent des chémorécepteurs, qui, avec le mécanorécepteur sur le cnidocyte (cnidocil), permettent seulement la juste combinaison de stimuli : comme la natation de la proie et les produits chimiques trouvés dans l'épiderme de la proie, de provoquer l'expulsion du nématocyste.

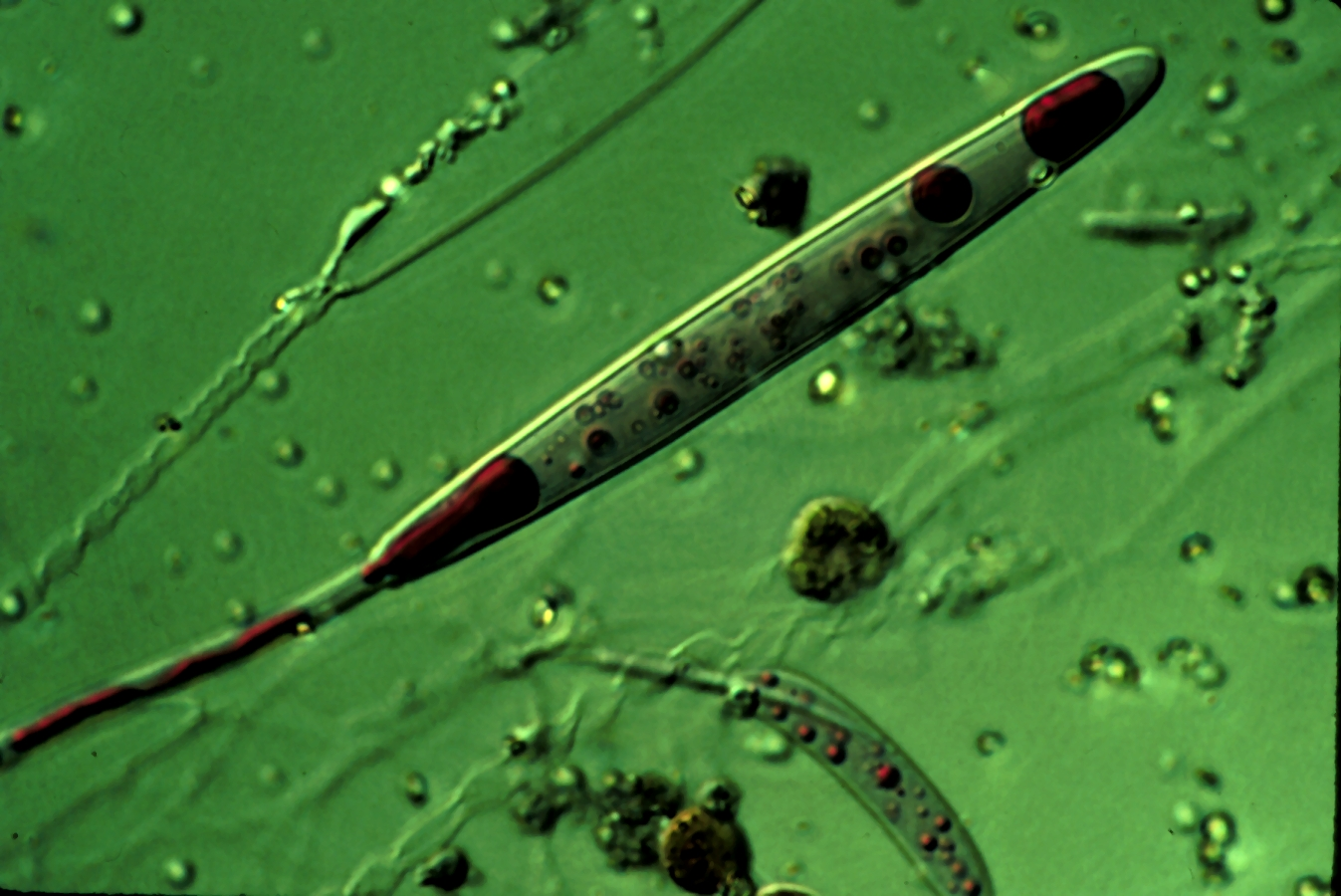
Nématocyste de l'anémone Aiptasia pallida, le venin est coloré en rouge

## Le venin
Les venins des cnidaires agissent spécifiquement sur le système nerveux et se rangent donc dans la catégorie des neurotoxines. Elles inhibent le transfert des ions sodium vers la membrane des cellules nerveuses et bloquent ainsi le potentiel d'action, ce qui provoque des paralysies.
Dans le cas du muscle cardiaque, un second phénomène se conjugue au premier : les toxines libèrent des ions calcium, provoquant des crampes qui peuvent entraîner une défaillance ou même un arrêt cardiaque : pour cette raison, ces venins sont aussi classés comme cardiotoxines.
Outre des neurotoxines, le venin des cnidaires contient parfois des enzymes hydrolases favorisant la dissolution des protéines ou permettant une substitution du sang : elles préparent en quelque sorte la digestion de la proie avant son ingestion.

## Vol de cnidocytes
Certains nudibranches, comme des espèces du genre Glaucus, se nourrissent presque exclusivement de cnidaires. Lors de leur digestion, ils épargnent les cnidocytes et les rassemblent au niveau de cerata dorsaux nommés cleptocnides (littéralement « vol d'urticant »). Grâce à cette xénogreffe, les nudibranches détournent à leur profit les cnidocytes qui leur permettent à leur tour de se défendre grâce à leurs excroissances dorsales.